# Yoo In-hyuk
Yoo In-hyuk (hangul= 유인혁), es un actor, actor musical y teatral, y modelo surcoreano.

## Biografía
Estudió en el Instituto de las Artes de Seúl.

## Carrera
Es miembro de la agencia "INYEON Entertainment" (인연 엔터테인먼트). Previamente formó parte de la agencia Hanem Managment Entertainment.
En el 2018 apareció en la serie Marry Me Now (también conocida como "Shall We Live Together") donde dio vida a Park Hyo-seob de joven. Papel interpretado por el actor Yoo Dong-geun de adulto.
En 2019 se unió al elenco recurrente de la serie Hot Stove League donde interpretó a Kim Kwan-sik, un jugador del equipo de béisbol "Vikings".
En el 2020 se unió al elenco invitado de la serie The King: The Eternal Monarch donde dio vida a un guardia real durante el Reino de Corea.

## Filmografía

### Series de televisión
| Año  | Título                          | Personaje                        | Notas       |
| ---- | ------------------------------- | -------------------------------- | ----------- |
| 2020 | The King: The Eternal Monarch   | Guardia Real                     |             |
| 2019 | Hot Stove League                | Kim Kwan-sik                     |             |
| 2019 | Joseon Survival Period          | -                                |             |
| 2019 | Our Baseball (사회인)           | Bae Wan-soo                      |             |
| 2018 | I'm a Mother, Too (나도 엄마야) | Ji Se-young                      |             |
| 2018 | Marry Me Now                    | Park Hyo-seob (de joven)         |             |
| 2018 | Miss Hammurabi                  | Fiscal                           | ep. #12     |
| 2017 | Criminal Minds                  | Oficial de Tráfico de la Policía |             |
| 2017 | 고고사이                        | -                                | (serie web) |
| 2016 | The K2                          | Kyung Ho-won                     |             |
| 2016 | Local Hero (동네의 영웅)        | Pandillero                       |             |

### Películas
| Año  | Título             | Personaje   | Notas                                                                                 |
| ---- | ------------------ | ----------- | ------------------------------------------------------------------------------------- |
| 2019 | Our Baseball       | Bae Wan-soo | junto a Lee Jong-won, Dong Hyun-bae, Park Jeong-hwa, Park Chul-min y Gong Jung-hwan   |
| 2018 | Brothers in Heaven | Matón       | junto a Jo Han-sun, Sung Hoon, Yoon So-yi, Park Chul-min, Ji Min-hyuk y Kim Dong-hyun |

### Teatro
| Año  | Título             | Personaje | Notas                                                                               |
| ---- | ------------------ | --------- | ----------------------------------------------------------------------------------- |
| 2017 | King Lear (리어왕) | 에드먼드  | junto a Ahn Suk-hwan, Son Byong-ho, 손경원, 오대석, 김훈만, 안창현 y Kang Kyung-hun |
| 2012 | 햄릿 대리운전중    | 최윤수    | junto a 이청오, 구혜리, 최길웅, 도창선, 최병국 y 박수진                             |

### Musicales
| Año         | Título             | Personaje              | Notas                                                                 |
| ----------- | ------------------ | ---------------------- | --------------------------------------------------------------------- |
| 2012 - 2013 | Assassins (어쌔신) | 맥킨리 대통령 / 목격자 | junto a Kang Ha-neul, Hwang Jung-min, 박인배, 최성원 y Jung Sang-hoon |
| 2010        | 삼총사             | 앙상블                 |                                                                       |
| -           | 몬테크리스토       | -                      |                                                                       |

## Premios y nominaciones
| Año  | Categoría / Premio | Trabajo | Resultado |
| ---- | ------------------ | ------- | --------- |
| 2009 | 별별오디션 대상    | -       | Ganó      |